# Deborah De Robertis
Deborah De Robertis (Luxemburgo, 12 de febrero de 1984) es un artista de performance y fotógrafa luxemburguesa, conocida por sus actuaciones de desnudos en lugares públicos, como el Museo de Orsay o el santuario de Lourdes, que le han llevado a numerosas disputas legales.

## Biografía
Hija de padre italiano y madre francesa, de Robertis estudió performance y vídeo en la Escuela de Investigación Gráfica de Bruselas, ciudad donde reside. En 2013, De Robertis fue elegida por el Ministerio de Cultura de Luxemburgo para una residencia artística en la Ciudad internacional de las artes de París.

## Obras
De Robertis es una artista visual, de video y de performance que cuestiona la posición tradicional de la modelo femenina en el arte. En la revista francesa Les Inrockuptibles, afirma: "mostrar el cuerpo desnudo es un acto que puede tener un impacto político. Pero, no es tanto el cuerpo lo que es político, sino la reflexión a la que conduce". Es conocida por reinterpretar las principales obras de la historia del arte en forma de performances.

### Performances

#### Espejo de origenen elMuseo de Orsay(2014)
Desde principios de 2010, De Robertis ha sido fotografiada, con los muslos separados y mostrando sus genitales, en las salas de los museos.
Sin embargo, su performance se mediatiza el 29 de mayo de 2014, cuando la artista expone así su sexo en el Museo de Orsay de París, justo debajo de la obra de Gustave Courbet titulada El origen del mundo.
Esta última actuación está acompañada por la voz pregrabada de la artista, que repite como una letanía las palabras "Yo soy el origen / Soy todas las mujeres / No me habéis visto / Quiero que me reconozcáis / Virgen como agua / Creadora de esperma", con el Ave María de Schubert de fondo.
De Robertis explica que su actuación no pretende ser una reproducción banal (del tipo "tableau vivant") de la postura del sujeto de la obra de Courbet, sino más bien una reinterpretación de la misma, ya que la intérprete mantiene el sexo abierto con ambas manos para mostrar la apertura que el cuadro no revela. "Abrir mi sexo es abrir el lienzo", declara la artista en la plataforma Dust-distiller.com.
Según palabras de Deborah de Robertis, «hay un "agujero" en la historia del arte, el punto de vista ausente del objeto de la mirada. En su pintura realista, el pintor muestra los muslos abiertos, pero el sexo permanece cerrado. No muestro mi sexo, pero revelo lo que no se ve en el cuadro, este ojo enterrado que más allá de la carne responde al infinito, el origen del origen. Frente a la sobreexposición del sexo en nuestro mundo contemporáneo, no hay nada más que revelar, excepto el anuncio de un nuevo mundo donde los grandes maestros se dejan mirar por las mujeres. Propongo el espejo invertido del cuadro de Courbet, que nos recuerda que la historia se cuenta en dos.» Para el sitio web Secondsexe.com, «al posar, [De Robertis] sale de la imagen, encarna la vida y la expone al mundo».
Según Jérôme Lefèvre, en Dust-distiller.com, en su serie de fotografías titulada Memoria del origen, la artista propone reconsiderar la pintura de Courbet de otra manera, y la actuación de Deborah de Robertis en el Museo de Orsay resume el enfoque de la artista: "en el dispositivo que despliega, el público se convierte en parte integrante de la obra, un poco como 4′33″ de Cage". Jérôme Lefèvre cree así que el gesto no es suficiente en sí mismo y que integra no sólo la acción, su proyecto y las imágenes que le sobrevivirán como en las representaciones habituales, sino también el público y su percepción subjetiva. La performance de Deborah de Robertis es por lo tanto interactiva porque se dirige a la mirada de la misma manera que uno se dirige a las palabras, iniciando así un diálogo con el espectador. En cuanto al uso del Ave María, apoya el significado inicial del gesto de Courbet, pero también afirma la voluntad de un acto que es a la vez crítico y radicalmente trascendental. La acción de De Robertis también tiene una dimensión crítica: el papel del museo en la transmisión del arte, la función del arte dentro de la institución cultural y política, el papel de los responsables del arte. En Les Inrockuptibles, De Robertis dice: "Mi actuación plantea preguntas sobre las relaciones de poder. Desnudarse es realmente incidental, es casi la cosa más fácil en el arte de la actuación. La gente cree que es la parte central, pero no, no es un estriptis. Lo que me interesa es la confrontación. [...] También me interesan mucho los procedimientos del museo, la relación con la institución, con la ley."
La artista denuncia esta ceguera que reduce su postura al simple hecho de separar los muslos, precisando así que la investigación de su obra se centra precisamente en lo contrario, es decir, en la mirada de este sexo femenino sobreexpuesto en nuestro mundo contemporáneo. Por lo tanto, considera que esta ceguera equivale a negar el trabajo que hace para que este punto de vista exista. Según ella, el origen del mundo son todas las mujeres. Según ella, también es simplista establecer un paralelismo demasiado rápido entre su actuación y los gestos de otros artistas que parecen cercanos a los suyos.
La plataforma Dust-distiller.com informa que una dimensión importante del trabajo de Deborah De Robertis es la forma en que mira a los hombres, y sobre este tema la artista especifica que, en su pose que se deja mirar, es sobre todo una mujer que mira a los hombres. Al posar bajo El origen del mundo, dice que "cuestiona el lugar del maestro posicionándose como un lado femenino en el papel de musa para sostener un espejo al que (Gustave Courbet) históricamente lo habría dado a luz".
La revista digital Beware aporta una visión diferente de la obra de la intérprete del resto de los medios de comunicación tras su aprehensión por la exposición sexual del 27 de marzo de 2016 como parte de una "acción" en la Casa Europea de la Fotografía. El uso de los medios de comunicación y su papel decisivo en el trabajo de la artista se discute en detalle. También se menciona que Deborah De Robertis sólo nació verdaderamente a los ojos del público el jueves 29 de mayo de 2014, día de la Ascensión, como prácticamente todos los medios especifican.
Su actuación es citada por Jennifer Tyburczy en su libro sobre exposiciones sexuales en museos.

#### Exposición en el Casino de Luxemburgo, Forum de arte contemporáneo (2015)
En 2015, prepara una exposición en el Casino de Luxemburgo, Forum de arte contemporáneo, pero este evento es cancelado, lo que crea una controversia con los organizadores. De Robertis reacciona entonces hablando de la censura: "¿Es una censura del sexo o es una censura insidiosa e impalpable del punto de vista del sexo femenino en el arte como en el mundo?" También anuncia que ha llevado el asunto a los tribunales para que se le reconozcan los perjuicios que ha sufrido.
En la plataforma de On Kraut, denuncia las intenciones del Casino: "me invitaron como artista pero querían exponerme como modelo. Organicé una conferencia de prensa titulada Una mecánica de censura para denunciar este mecanismo que consiste en "negar el punto de vista del sexo femenino". Para completar sus observaciones, cita a la filósofa Geneviève Fraisse: ¿Se trata de reconocer a las mujeres o de instrumentalizarlas, o de ambas cosas a la vez?

#### Olimpia(2016)
El 16 de enero de 2016, todavía en el museo de Orsay, se encontraba desnuda frente a Olimpia de Manet. La policía la detuvo y la mantuvo bajo custodia policial durante 48 horas, incluida una noche en el pabellón psiquiátrico, y la fiscalía le recordó que debía obedecer la ley. La defiende la abogada criminalista Marie Dosé.
En el blog Lunnetes rouges, el crítico Marc Lennot escribió: "El verdadero escándalo está aquí, en el hecho de que Olimpia se atreva a mirarnos. Esta mujer de la nada, hecha para ser ojeada en un escaparate, aquella a la que el cartel del museo de Orsay le invita a venir a mirar con sus hijos (26 años después del famoso cartel de las Guerrilla Girls del Museo Metropolitano de Arte), esta carne ofrecida, deseable, pasiva que no debe tomar la iniciativa, no debe solicitar, y ahora se atreve a mirarnos a la cara, a los ojos, descarada, desvergonzada, desafiante. Ciertamente, tal vez algún día, gracias a nuestro encanto, o más probablemente a nuestro dinero, la poseeremos, como dicen, pero no será una posesión, sino una sumisión..."

#### La Gioconda(2017)
La artista realizó una actuación muy controvertida en el Museo del Louvre frente a La Gioconda, que ella reinterpreta en su cortometraje Ma chatte, mon copyright. Realizó dos actuaciones en el Louvre que dieron lugar a una demanda por exhibición sexual, el Museo del Louvre exigió durante la audiencia que se retiraran todas las imágenes tomadas en los lugares que considera una apropiación indebida ilegal de la marca del Louvre. El fiscal apela pero la artista, defendida de nuevo por la abogada penalista Marie Dosé, es finalmente absuelta.

#### Lourdes (2018)
El 1 de septiembre de 2018, fue arrestada y detenida por la policía por mostrarse desnuda el 14 de agosto de 2018 frente a la cueva de Massabielle en Lourdes, llevando sólo un velo azul sobre su cabeza. Comparece ante el tribunal penal de Tarbes en mayo de 2019 por "exhibición sexual".

#### Manifestación de losChalecos amarillos(2018)
El 15 de diciembre de 2018, al margen de una manifestación de chalecos amarillos en los Campos Elíseos, organiza un happening en el que cinco mujeres se presentan con los senos desnudos ante los gendarmes franceses, con un traje que recuerda a Marianne, la figura alegórica que personifica uno de los símbolos nacionales de la República Francesa.

### Filmografía (realización)
- Los Hombres del arte[23]
- El modelo en la cámara